# 후다 조그비
후다 야야 조그비(Huda Yahya Zoghbi, 아랍어 : هدى الهبري الزغبي Hudā al-Hibrī az-Zughbī, 1954년생, 결혼 전ː Huda El-Hibri)는 레바논 태생의 미국 유전학자로, 베일러 의과대학의 분자 및 인간 유전학과, 신경과학 및 신경학과 교수이다. 또한 잰 앤드 댄 던칸(Jan and Dan Duncan) 신경학 연구소의 이사이다. 그녀는 2018년부터 《신경과학 연례 리뷰》(Annual Review of Neuroscience)지의 편집장이다.
그녀의 연구는 레트 증후군 및 제1형 척수소뇌성 운동실조증(Spinocerebellar ataxia type 1)과 같이 다양한 파괴적 신경 장애를 일으키는 유전자와 그 유전적 메커니즘을 밝히는 데 도움이 되었다. 조그비 교수의 발견에 의해서 파킨슨병, 알츠하이머병, 자폐증 및 지적 장애 등과 같은 신경 장애에 대한 새로운 사고 방식이 제공되어 새로운 치료법과 더욱 우수하고 효율적인 치료법 개발에 이를 가능성이 제공되었다.
2017년에는 캐나다 게어드너 국제 상(Canada Gairdner International Award)과 생명과학 브레이크스루 상(Breakthrough Prize in Life Sciences)을 수상했다.

## 어린 시절과 교육
후다 조그비는 1954년 레바논 베이루트에서 태어나서 자랐다. 고등학교 때 윌리엄 셰익스피어, 제인 오스틴, 윌리엄 워즈워스의 작품을 좋아했고 대학에서는 문학을 공부할 생각이었으나, 그녀 어머니가 '중동에서 자라는 여성은 항상 옆에서 글을 쓸 수 있는 동안 독립과 안전을 보장하는 직업을 선택해야 한다'는 이유로 생물학을 공부하도록 그녀를 설득했다. 1973년 베이루트 어메리컨 대학교 (AUB)에서 생물학 전공으로 입학하여 2년 후 이 대학의 의과대학에 입학했다.
레바논 내전이 1976년 의대 1학년 때 시작됐다. 그녀와 급우들은 대학에 남기로 결정했지만 그녀 오빠가 파편에 맞아 부상을 입은 후 그들의 부모는 자매를 다음해 여름에 돌아올 계획으로 텍사스 주 오스틴에 있는 여동생과 함께 살도록 보냈다. 하지만 전쟁은 계속되었다. 그녀는 미국 의과대학의 학기도 레바논 학교의 경우처럼 10월에 시작된다고 생각하였는데, 10월에도 여전히 전쟁으로 인해 레바논으로 돌아가지 못하였는데 미국 의과대학은 이미 2개월 전에 가을학기를 시작했음을 알게되었다. 미국에 있는 그녀 가족의 친구들이 그녀에게 밴더빌트 대학교에 지원할 것을 제안했다. 밴더빌트 대학에서는 편입생을 받아들이지 않았지만 대신에 머해리 의과대학을 추천했고, 이 대학에서는 곧바로 그녀 입학을 허가했다. 다음해 여름에 레바논으로 돌아가고 싶다는 계속된 열망에도 불구하고 그녀는 AUB 교수의 조언에 따라 머해리 의과대학에서 계속 공부하여 1979년 의박박사 (M.D.) 학위를 취득하고, 베일러 의과대학의 텍사스 아동병원에서 소아과 레지던트가 되었다.
조그비는 원래 심장에 대한 관심 때문에 소아 심장학을 전문과목으로 하려고 했다. 하지만 소아 신경과에서 순환 근무하는 동안에 부서장인 마빈 피시맨에 의하여 뇌가 심장보다 더 흥미롭다고 확신하게 되었다. 그리하여 1982년 레지던트 과정을 마친 후 소아 신경과에서 3년간의 박사 후 연구원으로 일하기 시작했다.

## 경력
1982년부터 1985년까지 조그비는 베일러 의과대학 소아 신경학 박사후 연구원, 1988년 베일러 의과대학 소아과 조교수, 1991년 부교수, 1994년 교수로 연속하여 승진했다. 조그비 교수는 현재 베일러 의과대학의  분자 및 인간 유전학과 교수로, 또한 신경과학과 및 소아과의 신경학 및 발달신경과학 분과의 교수, 랠프 페이긴 의학박사 석좌교수(Ralph Feigain, M.D. Endowed chair), 텍사스 아동 병원의 잰 앤드 댄 던칸 신경학 연구소(Jan and Dan Duncan Neurological Research Institute) 이사, 베일러 대학의 댄 L. 던칸 종합 암 센터 회원, 하워드 휴즈 의학연구소의 연구원이다. 그녀는 또한 리제네론 제약회사 이사회의 이사이다. 또한 2014년 인포시스 상의 생명 과학 심사위원으로도 활동했다.

## 연구
1983년에 조그비는 《신경학 연감》(Annals of Neurology)에 실린 벵트 하그버그(Bengt Hagberg)의 기사로부터 레트 증후군에 대해 알게 되었다. 이 논문을 통해 조그비는 텍사스 아동 병원에서 치료 중인 5세 아동을 진단할 수 있었는데 일주일 후 동일한 증상을 보이는 다른 환자를 알게 되었다. 그녀가 의료 기록을 조사했을 때 오진된 레트 증후군 사례를 더 많이 발견했다. 이것은 미국에서 레트 증후군에 대한 보고가 없었기 때문에 레트 증후군에 대한 그녀의 관심을 촉발시켰다. 그녀가 1985년에 발표한 기사에 의해서 많은 레트 증후군 환자이 텍사스 어린이 병원으로 와서 그녀는 많은 증례에 접근할 수 있게 되었다.
대부분의 레트 증후군 환자는 여아이고 증상이 환자 전체에서 매우 일관적이기 때문에 조그비는 유전학이 질병 과정에 관여되어 있다고 믿었다. 이로 인해 그녀는 유전학 및 분자 생물학 교육을 위해 박사후 연구원으로 임기를 마친 후 1985년 아서 부데(Arthur Beaudet) 그룹에 합류하였다. 아서 부데는 레트 증후군의 유전 방식이 아직 명확하지 않기 때문에 레트 증후군 연구 프로젝트에는 반대하는 조언을 하고, 더 접근하기 쉬운 문제로 우성으로 유전되는 신경 장애인 제1형 척수소뇌 운동실조증(spinocerebellar ataxia type 1)을 추천했다. 1988년에 조그비는 부데 그룹을 떠나 베일러 대학에서 자신의 연구실을 설치했다. 그는 제1형 척수소뇌 운동실조증 및 레트 증후군에 대한 연구 외에도 롤로 재단(Loulou Foundation), 베일러 의과대학, 텍사스 아동병원의 잰 앤드 댄 던칸 신경학 연구소(NRI)가 자금을 지원하는 CDKL5 결핍 장애에 대한 공동 연구 협력에도 참여하고 있다.

### 척수소뇌성 운동실조증 1형
조그비 교수는 자신의 연구실을 설립한 후 미네소타 대학의 해리 오어(Harry Orr)와 공동으로 제1형 척수소뇌성 운동실조증 (SCA1)을 계속 연구했다. 조그비와 오어는 1993년 4월 8일 같은 날에 ATXN1이 SCA1을 담당하는 유전자임을 확인했다. 그들은 질병이 이 유전자에서 글루타민을 암호화하는 CAG 트리뉴클레오타이드 반복의 확장(expansion)에 의해 발생했으며, 발병 연령이 젊을수록 CAG 반복이 더 길다는 것을 확인했다. 조그비, 오어 및 및 그들의 팀은 추가 연구를 통해 이 유전자의 단백질 산물인 Ataxin 1의 접힘 오류, 응집(aggregation) 및 프로테아좀 분해가 장애에 중요한 역할을 한다는 것을 입증했다.

### Math1 유전자
척수소뇌성 운동실조 제1형의 병인을 해결한 후 조그비는 균형과 관련된 동물 유전자를 연구하기 시작했다. 베일러의 위고 벨런이 초파리의 균형에서 무조성(atonal) 유전자의 역할을 설명했듯이 조그비는 포유류 동족체를 연구하기로 선택했다. 그녀의 연구실 구성원은 1996년에 마우스 상동체 Math1 유전자를 성공적으로 복제했다. 그녀의 팀은 계속해서 Math1 유전자가 균형과 조정에 관여하는 것 외에도 청각, 내장의 분비 세포 형성 및 뒷뇌(hindbrain) 뉴런 그룹의 발달을 조절함으로써 성인 뇌의 신생아 호흡 리듬 및 화학 감수성에도 중요하다는 사실을 발견했다. 그녀의 연구실은 또한 Math1 의 비정상적 활성화가 일반적인 아동기 뇌종양인 모세포종(medulloblastoma)으로 이어질 수 있다는 점과, Math1을 발현하지 않는 쥐에서는 종양이 발생하지 않는다는 것을 보여주었다.

### 레트 증후군
조그비가 그녀 경력 초기에 레트 증후군을 알게된 이후로 동료 교수, 연구원 및 자금 지원 기관의 열정이 부족함에도 불구하고 다른 연구와 함께 이 장애에 대해 연구해 왔는데, 가장 큰 이유는 조사 대상 개인과 가족이 극소수이기 때문이다. 1990년대에 그녀는 스탠포드 대학교의 유타 프랜크(Uta Fancke)와 협력하여 레트 증후군을 일으키는 유전자를 확인했다. 1992년에 그녀는 표적을 X 염색체의 한 부분으로 좁혔다. 1999년에 조그비 연구실의 박사 후 연구원은 MECP2 유전자를 원인 유전자로 확인했다. MECP2 단백질은 CpG 사이트에서 메틸화 시토신 ( 5-메틸시토신 )과 결합하며 거의 모든 뇌 세포에서 필수적인 단백질이다. 논문에서 그녀와 그녀 팀은 레트 증후군이 X-연관 우성 장애라는 것을 증명했다. 이는 즉, MECP2 유전자 2개 사본 중 하나가 비정상일 때 레트 증후군이 발생한다는 의미이다.
조그비의 팀은 MECP2를 계속 연구하고 있으며 2004년에 마우스에서 단백질을 과발현 시키면 자폐증과 같은 신경 장애가 발생한다는 사실을 발견했다. 2009년에 Mecp2 유전자(인간 MECP2의 마우스 상동체)가 결핍된 마우스가 노르에피네프린, 도파민 및 세로토닌 수치가 낮다는 것을 발견했는데, 이는 1985년 레트 증후군 환자에 대한 그녀의 임상 관찰과 일치한다. 최근에는 MECP2 단백질이 CpG 부위가 아닌 5-메틸시토신에도 결합하고 뉴런의 하위 집합에서 MECP2 단백질 수준을 회복하는 것이 레트 증후군의 일부 증상을 해소하기에 충분하다는 것을 확인했다.

### 알츠하이머 병에 대한 Ataxin-1의 연관성
유전자 Ataxin-1을 SCA1에 연결시킨 후, 조그비의 연구실에 ataxin-1 유전자와 알츠하이머병 사이의 연관성을 조사하기 위해 매서추세츠 종합병원의 매스제너럴 신경퇴화성 질병  연구소(MassGeneral Institute for Neurodegenerative Diseases)의 서재홍(Jaehong Suh) 박사가 접촉해 왔다. 후속 연구에서 마우스 모델에서 ataxin-1의 손실이 BACE1 발현과 Aβ 병리를 증가시켜 알츠하이머병의 위험과 병인에 기여 가능성이 있다는 사실을 발견했다.

## 수상 및 영예
- 2022 – 신경 과학 분야의 캐블리 상[33]
- 2020 – 브레인 프라이즈[34]
- 2019 – 미국인간유전학회, 빅터 A. 맥커식 지도자 상[35]
- 2018 – 미국 예술 과학 아카데미 회원[36]
- 2018 – 분자의학 분자의학분야 로스상,[37]
- 2018 – 레바논 삼나무 국가 훈장[38]
- 2017 – 생명 과학 부문 혁신상[39]
- 2017 – 캐나다 게어드너 국제상[40]
- 2016 – 제시 스티븐슨 코발렌코 메달[41]
- 2016 – 생명 과학 및 의학 분야의 쇼상
- 2015 –  노스웨스턴 대학교, 의과학 분야 메칠드 에서 넴머스 상
- 2015 – 밴더빌트 대학교 의과대학, 생명의학 과학분야 밴더빌트 상
- 2015 –  미국 국립보건원, 신경질횐죄졸중 연구소(NINDS), 자비츠 신경과학 연구자 상
- 2015 – 레바논 상을 위한 미국 태스크포스
- 2015 –  웨일 코넬 메디슨 및 컬럼비아 대학교 내과 외과 대학, 발달 정신 생물학의 뛰어난 성과로 Mortimer D. Sackler, M.D. 상[42]
- 2014 – 예일 대학교 명예 의학박사[43]
- 2014 – 발달 생물학 분야의 마치 오브 다임즈 상
- 2014 – McGovern 뇌 연구소, MIT, 에드워드 M. 스콜닉 신경과학상[44]
- 2013 – 피츠버그 대학교, 딕슨 의학상
- 2013 – 록펠러 대학교, 펄 마이스터 그린가드 상
- 2011 – 신경과학 부문 그루버상[4]
- 2011 – 브룩우드 커뮤니티, 의학분야의 탁월성 및 협업에 따른, '비타 앤드 리 라이먼 듀이 터틀 브룩우드 레거시 상'(Vita and Lee Lyman Dewey Tuttle Brookwood Legacy Award)[45]
- 2009 – 국제 레트 증후군 재단, 천사들의 환 연구상
- 2009 – 빌첵 재단, 생물 의학 연구 분야 빌첵상
- 2009 – 드렉슬 대학교 의과 대학, 마리온 스펜서 페이 상[4]
- 2009 –  몬테레이 대학교, Cathedra Laboris[46]
- 2008 – 머해리 의과대학, 명예 이학박사
- 2008 - 텍사스 여성 명예의 전당[4]
- 2007 – Perl-UNC 신경과학상[47]
- 2007 – MIT 아랍 학생회, 과학 및 기술분야 평생 공로상[48]
- 2007 – 미들베리 칼리지 명예 이학박사
- 2007 – 신경정신의학 연구부문의 로버트 J. 앤드 클레르 파사로 재단 상
- 2004 – 국립 과학 아카데미 회원
- 2004 – 신경 가소성 상, 입센 재단
- 2004 – 필립스 연구재단, 소아과 분야의 마르타 필립슨 상[4]
- 2002 – 미국과학진흥협회 회원
- 2002 – 미국신경학회, 레이먼드 D. 애덤스 강의직(Lectureship)[42]
- 2001 – 소아 연구 학회, 버나드 삭스 상
- 2000 – 국립 의학 아카데미 (이전 의학 연구소) 회원
- 1998 – 미국 신경과학회 시드니 카터 상
- 1998 -  미국신경학회, 소리아노 강의직
- 1998 – 미국 국립보건원, NINDS, 재비츠 상(Javits Award)
- 1996 – 소아 연구 학회, E. 미드 존슨 상
- 1995 – 킬비 국제상[4]

## 사생활
조그비는 베이루트 어메리컨 대학교에서 의대생이었을 때 남편 윌리엄 조그비를 만났다. 1977년에 그녀는 머해리 의과대학에서 의과대학 공부를 계속했고 남편 윌리엄은 그 다음해에 머해리 대학으로 편입했다. 둘 다 졸업 후 베일러 의과대학에서 레지던트 과정을 거쳤다. 이들은 1980년에 결혼하여 2명의 자녀를 두고 있다.  남편 윌리엄은 휴스턴 감리교 병원의 심장과 과장이다.